# Televisa Interactive Media
Televisa Interactive Media (TIM) es la filial de Grupo Televisa que funge como un laboratorio de innovación en formatos, distribución y modelos de negocio para la convergencia digital de contenidos en el medio. Dentro de las marcas que incluye se encuentran Esmas.com, Tvolucion.com, Televisa Deportes.com, templeo.com, Tarabu, Esmas Móvil y Gyggs. Hoy en día, se presenta como una de las empresas de internet más importantes de México.

## Historia
En el 2000, nació Esmas.com, la primera marca y el primer producto de Grupo Televisa en internet. Este sitio se presentó como un portal con información de todo tipo. Entre sus principales canales estuvieron: Espectáculos, Deportes, Noticias, Telenovelas, Niños, Mujer, Salud, Empleo, Foros y Video.
Esmas Compras surgió en 2001, como un proyecto de comercio electrónico, luego de la compra del portal Submarino.com. 
En 2004, Esmas Móvil se creó como la marca proveedora de contenidos y servicios móviles de Grupo Televisa en México, Latinoamérica y Europa.
Para 2005, se lanzó Tarabu, una tienda de música digital –la primera en México–, que fue cerrada en 2009. 
En 2006, Esmas.com lanzó TV en vivo, un servicio que permitía ver televisión en vivo las 24 horas al día los 7 días de la semana. Bajo un modelo de suscripción, los usuarios contaban con 5 señales en vivo y 14 días de archivo de toda la programación producida por Televisa.
En 2007, crearon Gyggs, una red social para fanes. Esta plataforma puso al alcance de la comunidad, información sobre las telenovelas, noticias y artistas del momento. Los usuarios podían  compartir también intereses, gustos, fotos y comentarios entre ellos mismos. 
En 2008 fue el año en que nació Tvolucion.com, hasta el momento el único sitio de video en línea en México que ofrece catálogo de contenidos de manera gratuita. Tvolucion ofrece contenidos de telenovelas, programas unitarios, deportes, noticias y música.

## Negocios

### Esmas.com
Fue el portal de contenido de Televisa Interactive Media, fundado en el 2000 y que actualmente se presenta como el rostro informativo de Grupo Televisa en internet. Aglomera información de Televisa Deportes, Televisa Espectáculos, Noticieros Televisa, además de que contiene información relativa a temas de Mujer, Salud, Niños, Cultura, Tecnología y otros. Este portal fue lanzado en mayo del 2000, con dos meses de retraso. Televisa contrató a más de 300 empleados, en su mayoría editores y periodistas y con una inversión inicial de 80 millones de dólares.

### Tvolucion.com
Es un portal que ofrece contenido en video de Grupo Televisa y terceros (MTV, Nickelodeon, Mundo fox), fundado en 2008 y que actualmente presenta entre sus ofertas más importantes las telenovelas de Televisa.

### Televisa Deportes.com
Es el sitio web oficial de Televisa Deportes (submarca de Grupo Televisa) creado por Televisa Interactive Media. Desde su lanzamiento, en septiembre de 2008, ha sido un sitio especializado en información deportiva, que ofrece de manera gratuita diversos tipos de contenido para los aficionados de habla hispana, especialmente para los fanáticos del fútbol.

### templeo.com
Fue un portal especializado en búsqueda de empleo, lanzado en junio de 2009. Utilizaba la tecnología de Match, desarrollada por la empresa israelí Redmatch y utilizada en diversos sitios como Parship, para encontrar pareja, y Shine, para encontrar trabajo. Cerró sus operaciones en 2011.

### Esmas Móvil
Esmas Móvil inició actividades en abril de 2004 como el proveedor de contenido en celulares de Grupo Televisa.
Además de su principal mercado en México, también cuenta con operaciones en los Estados Unidos para el mercado hispano, además de 10 países de Latinoamérica y Europa ofreciendo servicios de descarga, creación, producción, distribución y comercialización de contenidos multimedia.

### Gyggs
Fue una red social creada en 2007 para fanes fundamentalmente de artistas de Televisa. En ella fue posible crear grupos y clubes de fanes e interactuar con ellos. Actualmente, ya no existe.